# Vätemästaren
Vätemästaren är ett anonymnamn på en gotländsk bildsnidare, verksam omkring 1300-talet.
Vätemästaren har fått sitt namn efter en tronande S:t Olof som han snidade för Väte kyrka. Skulpturen som numera bevaras vid Statens historiska museum. Namnet skapades av Carl Ramsell af Ugglas som studerade och sammanställde Vätemästarens arbeten. Skulpturen visar en bredaxlad mansperson som i stel frontalpose tronar på en bänk. Stilmässigt påminner hans arbete om liknade arbeten utförda av Hejnummästarens arbeten men även om Vätemästarens arbeten kar en konstnärlig utformning kan de kvalitetsmässigt inte jämföras med Hejnummästaren eller Tingstädemästarens efterlämnade arbeten. af Ugglas ansåg att Vätemästaren var en skicklig yrkesman och verkstadsledare och troligen huvudman för den yngre sachsiska skolan som etablerades på 1300-talet. Vätemästarens andra huvudarbete är en Olofstaty för Rusko kyrka i Finland som numera förvaras vid Åbo museum. Att Vätemästaren har utfört båda skulpturerna är ställt utom allt tvivel eftersom båda skulpturerna visar upp en sträv monumentalitet, likheten i draperingens formspråk samt en pälsbrämade mantel på båda skulpturerna. De båda Olofsbilderna är de enda skulpturer som man med säkerhet kan tillskriva Vätemästaren men af Ugglas har försökt flera arbeten till honom bland annat gravbilden av Margareta Sprænghest som finns vid klosterkyrkan i Doberan i Mecklenburg. Det är mycket troligt att han haft ett flertal medhjälpare och lärjungar i sin verkstad som senare fört hans snidaretradition vidare som en förmedlande länk mellan gammalt och nytt i gotländsk träskulptur i början av 1300-talet. En tronande S:t Olof i Tofta kyrka är en förgrovad upplaga av Olofskulpturen från Väte kyrka medan S:t Olof från Guldrupe kyrka som numera återfinns i Gotlands fornsal har betecknats som ett arbete från Vätemästarens verkstad av af Ugglas men huvudets visar stor påverkan från Hamramästaren så det är osäkert om Vätemästaren varit  inblandad i framställningen av dessa skulpturer. Till Vätemästarens skola räknar af Ugglas även en S:t Olofskulptur från Västra Eds kyrka i Småland som numera förvaras vid Statens historiska museum i Stockholm.  